# Gasville-Oisème
Gasville-Oisème é uma comuna francesa na região administrativa do Centro, no departamento Eure-et-Loir. Estende-se por uma área de 9,13 km². Em 2010 a comuna tinha 1 521 habitantes (densidade: 166,6 hab./km²).